# La derelitta (Trentacoste)
(La vita italiana rivista illustrata, 1895)
La derelitta, anche nota come La diseredata, è una scultura marmorea dello scultore italiano Domenico Trentacoste, realizzata tra il 1893 e il 1894. Attualmente l'opera è conservata al museo Revoltella di Trieste.

## Storia
La derelitta venne esposta al Salone di Parigi del 1894 e valse al Trentacoste un gran premio destinato alla scultura. Nel 1895 l'opera venne esposta alla prima Biennale di Venezia, dove conquistò il primo premio per la scultura e contribuì alla fama dello scultore palermitano, fino ad allora poco conosciuto in Italia. L'imperatrice d'Austria, Elisabetta di Baviera, vide la statua all'esposizione ed espresse il desiderio di acquistarla, ma non poté perché l'opera venne acquistata prima dal museo triestino, dove si trova tuttora. Una versione in gesso si trova alla galleria d'arte moderna di Palazzo Pitti, a Firenze, e venne donata nel 1933 da Fernanda Ojetti.

## Descrizione
La statua raffigura una fanciulla completamente nuda che cerca di coprirsi pudicamente, in quanto la sua condizione sociale è tale da non permetterle neppure una veste per coprirsi. La ragazza rivolge lo sguardo per terra, evitando quello dello spettatore, e i suoi occhi sono socchiusi. Ella si chiude in un abbraccio protettivo, stringendosi in tutta sé stessa, e il suo corpo si contrae, come rivela la postura dei piedi, a simboleggiare il suo tormento silente. Ai contemporanei dell'autore l'opera richiamava un'altra scultura italiana: La fiducia in Dio di Lorenzo Bartolini, con la quale condivide la purezza esecutiva.